# Hotel Esplanade, Stockholm

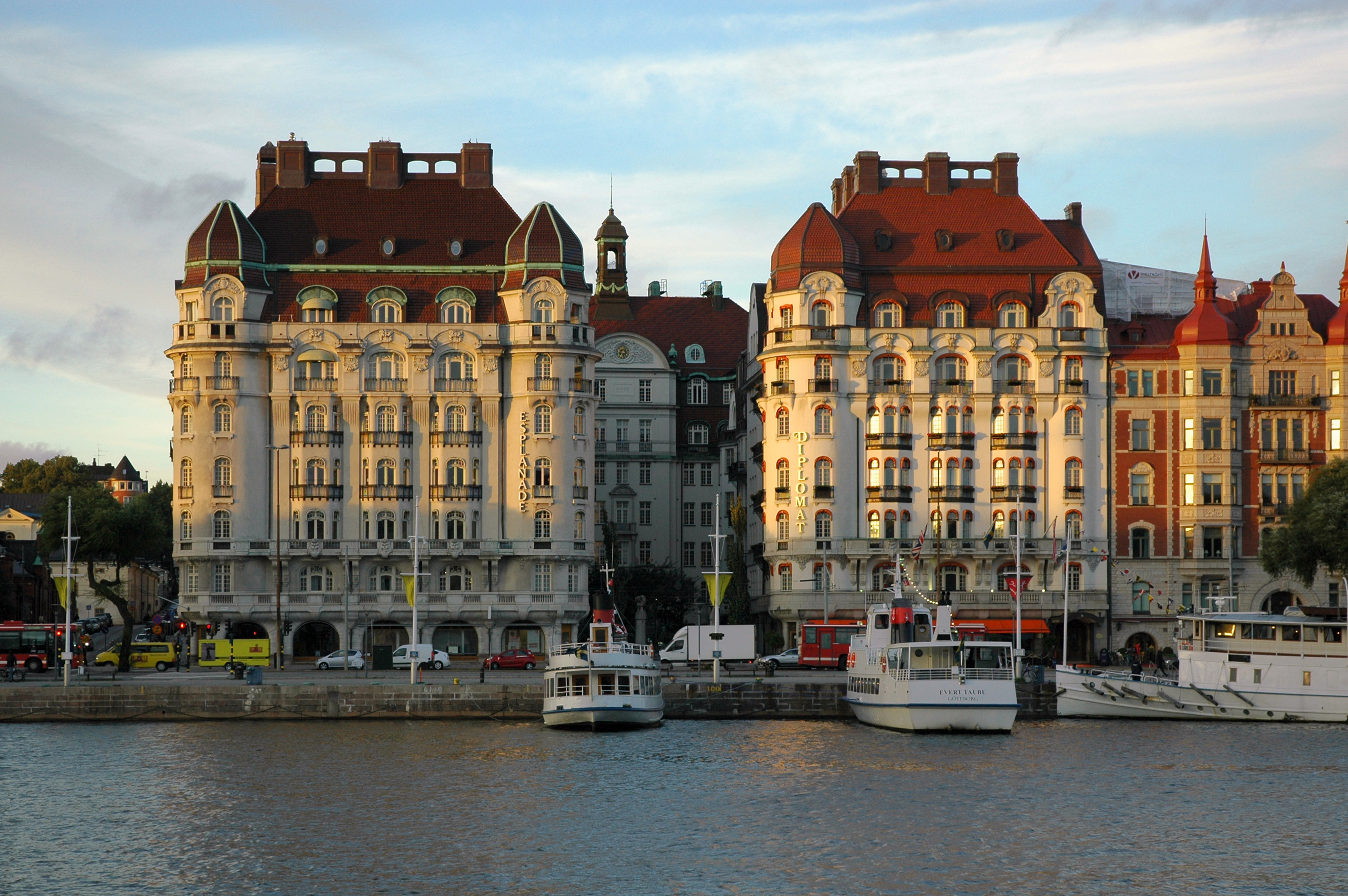
Utsikt över Hotel Esplanade (vänster) och Hotel Diplomat från Nybrokajen, 2012.

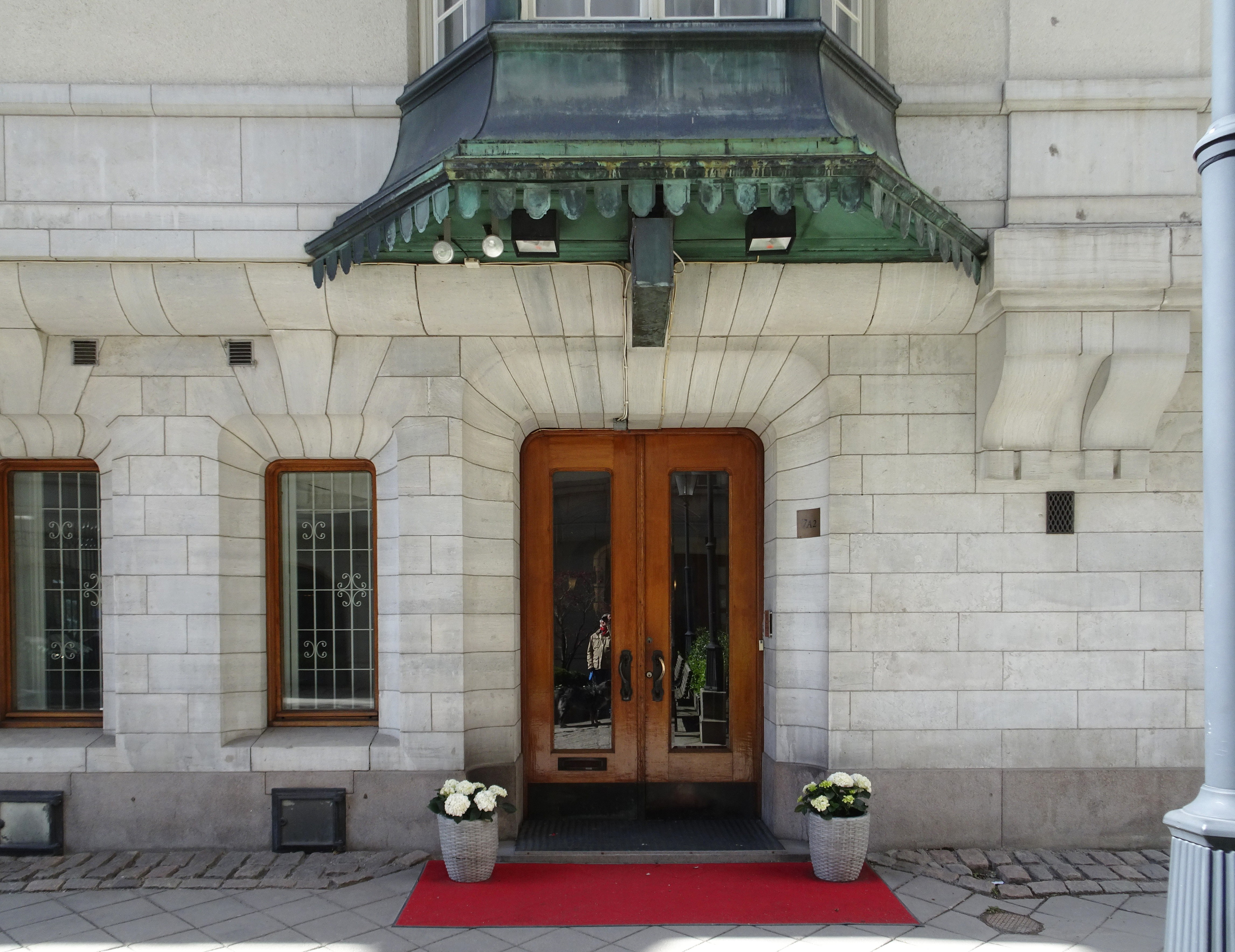
Entrén från innergården Strandvägen 7A.

Hotel Esplanade ligger vid Strandvägen 7A på Östermalm i Stockholm. Hotellet öppnade 1910 och drevs till en början under namnet Grand Pensionat.

## Beskrivning
Hotellets lokaler återfinns i byggnadskomplexet i kvarteret Klippan som omfattar adresserna Strandvägen 7A, B och C. Bebyggelsen uppfördes åren 1907–1911 efter ritningar av arkitektfirman Hagström & Ekman och betecknas som en av Stockholms jugendpärlor. Hotel Esplanade disponerar två våningar på Strandvägen 7A (det västra huset). I det östra huset (Strandvägen 7C) ligger Hotel Diplomat.

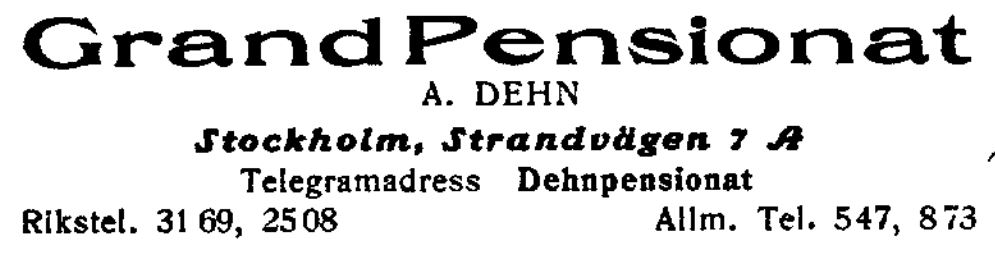
Grand Pensionat, annons 1912.

Hotellrörelsen drevs till en början under namnet Grand Pensionat – A. Dehn, som styrdes av fru Augusta Dehn (1849–1932), änka efter bankdirektören Isidor Nathan Dehn. Gästerna fick plats på pensionatet genom rekommendationer. Rummen kostade 5 kronor inklusive helpension och många bodde här under långa perioder. Vid kvällens middagar stod fru Dehn i centrum och ju närmare henne man blev placerad desto större ära var det. Sedermera drev hon pensionatet tillsammans med dottern Lilly Henrietta.
År 1954 övertogs verksamheten av Utlandssvenskarnas förening och fick sitt nuvarande namn: Hotel Esplanade. Hotellet har under tiden genomgått flera varsamma renoveringar och den ursprungliga jugendmiljön är till stora delar fortfarande välbevarad. Hotellet är litet och personligt med 34 rum och erbjuder numera endast frukostservering.

## Interiörbilder

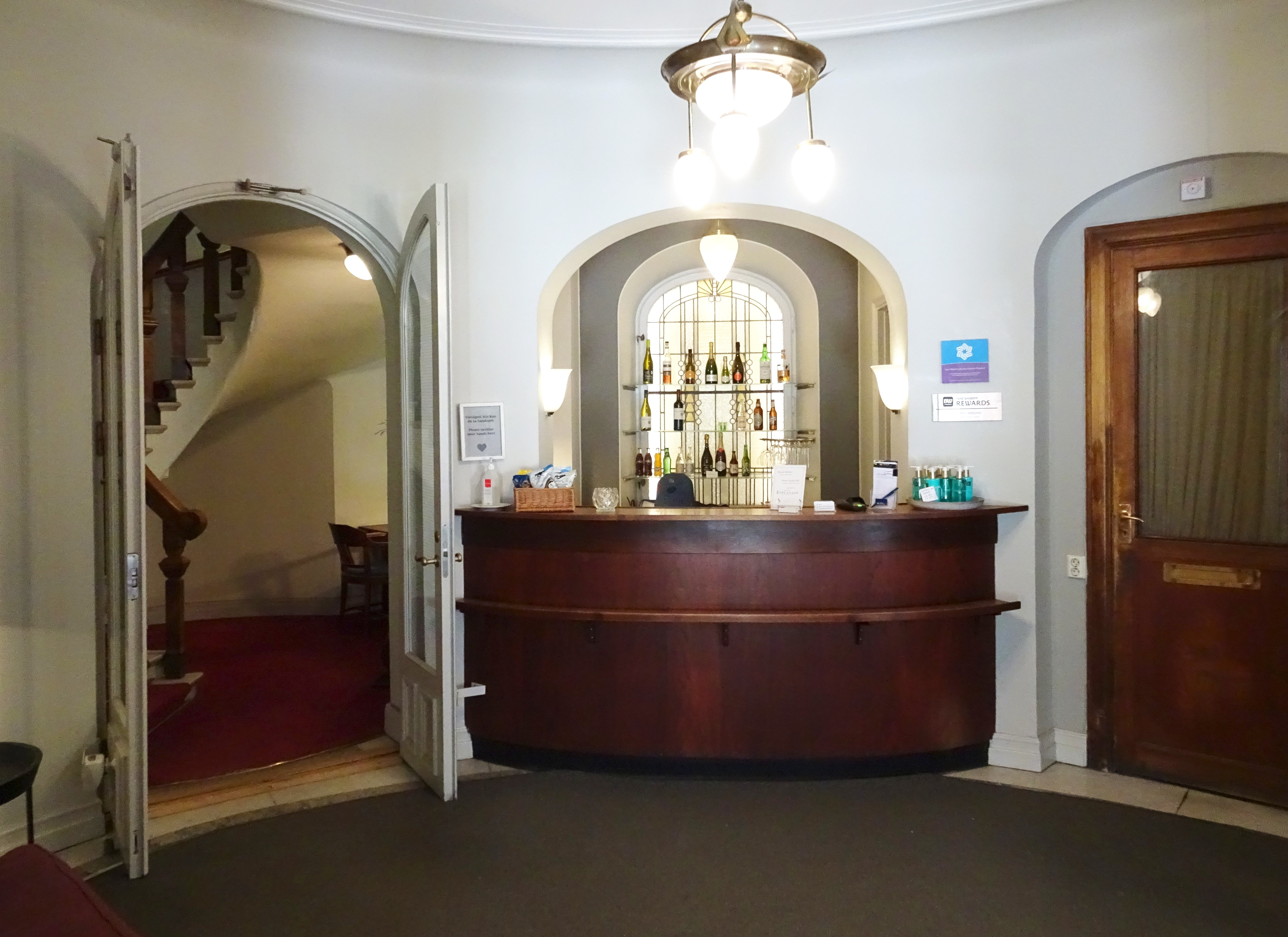
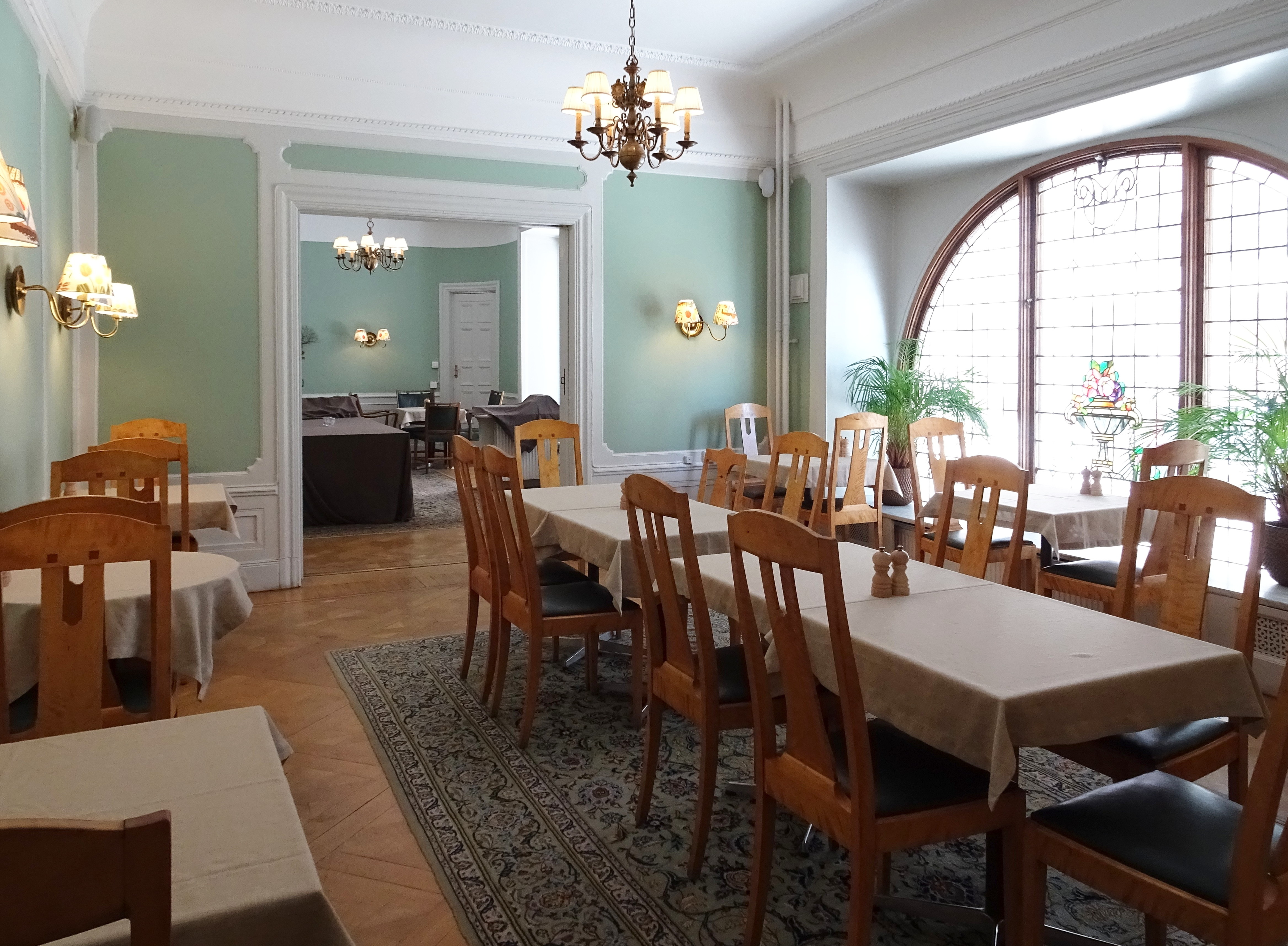
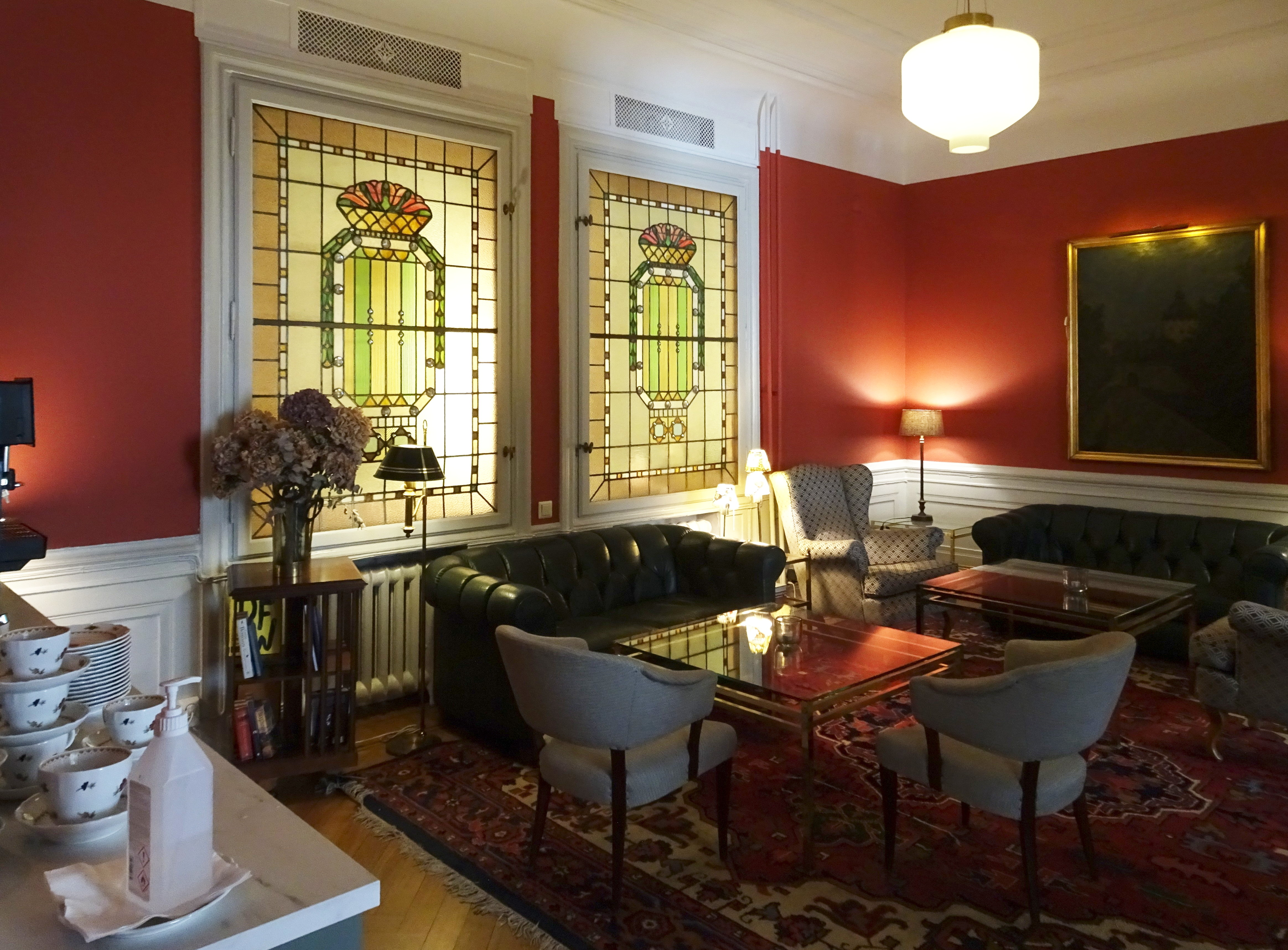
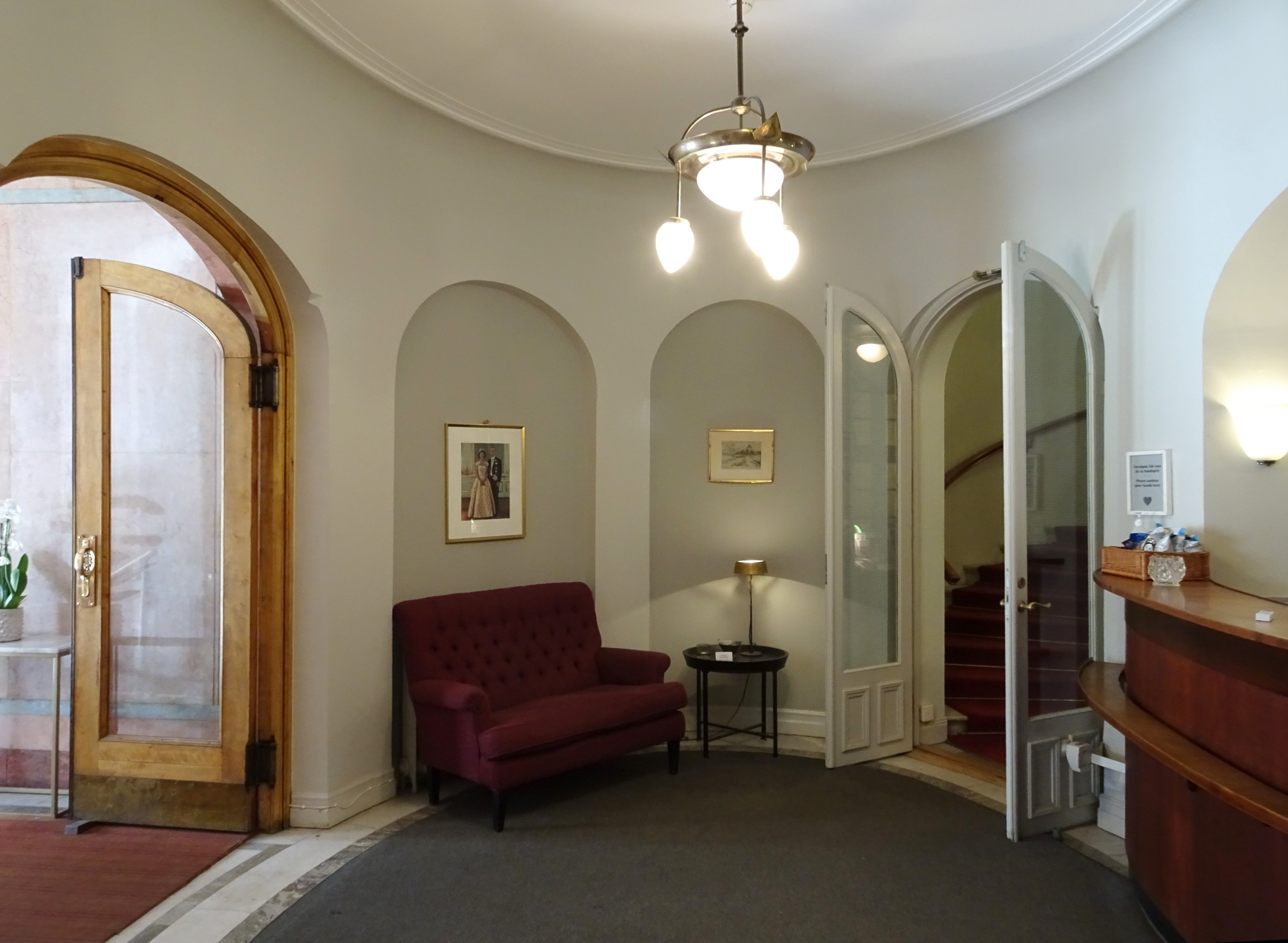